# Ladbroke Grove-kollisionen
Ladbroke Grove-kollisionen  var en tog-ulykke, der fandt sted den 5. oktober 1999 ved Ladbroke Grove Junction i London. Ved ulykken kolliderede et trevogns motortog frontalt med et High Speed Train med otte vogne og lokomotiv i hver ende.

## Ulykken
Kollisionen skete 08.09 mellem et Thames Train 3-vogns class 165, der var netop afgået fra London Paddington og det modkørende First Great Western High Speed Train (HST) (otte vogne med et diesellokomotiv i hver ende) på vej mod London Paddington. 31 omkom som følge af kollisionen (inklusive begge lokomotivførere), 227 blev alvorligt kvæstet og yderligere 296 blev lettere kvæstet.
Kollisionsstedet var ved Ladbroke Grove Junction ca. 4 km vest for London Paddington. Kollisionen skete med en samlet hastighed på ca. 205 km/t.
Ved kollisionen blev den forreste vogn i Thames Train 0806 fra Paddington til Bedwyn, Wiltshire fuldstændig knust. Togets dieseloliebeholdning blev antændt og forårsagede flere brande i vragene, især i den forreste vogn i det modkørende tog. Vognen udbrændte fuldstændigt.

## Ulykkesårsag
Som den umiddelbare årsag til ulykken blev det fastslået, at lokomotivføreren på Thames Train 0806 blot 563 meter før kollisionen passerede signal SN109, mens dette viste rødt lys ("stop").
Den offentlige høring (undersøgelse), der året efter gennemførtes af Lord Cullen, påviste imidlertid adskillige bagvedliggende faktorer, bl.a.:
- Thames Trains uddannelse af lokomotivførere (Hodder var blevet færdiguddannet 2 måneder før ulykken)
- Railtrack (ansvarlig for vedligeholdelse af spor og signaler), der ikke havde reageret tilstrækkeligt på at der havde været 8 signalforbikørsler af SN109 i de foregående 6 år , og ikke havde reageret på lokomotivførernes klager over dårlig synlighed på flere signaler – især SN109.
- Health and Safety Executive (Railway Inspectorate) blev kritiseret for dets tilsynsprocedurer og
- Railtrack personale ved fjernstyringscentralen i Slough blev kritiseret for ikke at have sendt "nødstop" pr. radio så snart det blev klart at SN109 blev passeret i "stop". (De ventede at toget ville standse kort efter signalet, som det havde været tilfældet ved de tidligere signalforbikørsler ved SN109 – det er ikke klart om det radiosignal der blev sendt, blev modtaget før kollisionen).

51°31′30″N 0°13′03″V / 51.525°N 0.2175°V